# Печо Хаджиоглу
Печо (Пейчо) Хаджидимитров (Хаджидимитрев, Миталев), известен като Печо Хаджиоглу, е виден деец на Българското възраждане и участник в църковно-националните борби на българите в Източна Македония.

## Биография
Печо Хаджиоглу е роден в село Плевня, Драмско, днес Петруса, Гърция. Той е един от лидерите на българската екзархийска партия в Драмско и най-уважавания първенец на родното си село. Ползва се с доверието на влиятелния Тахир Омер бей от Драма и минава за негов първи човек. Енергичен и авторитетен, неговата дума е закон за съселяните му. Участва в народния събор, проведен през 1869 година в село Гайтаниново, на който се отхвърля върховенството на Цариградската патриаршия. През 1870 година заради дейността си три пъти е задържан от османските власти. Подпомага финансово учителско дружество „Просвещение“ в Неврокоп със сумата от 350 гроша. На 20 май 1878 година Печо Хаджиоглу заедно с Алекси Чанов от името на Драмската българска община подписва Мемоара до Великите сили с искане за прилагане на Санстефанския договор и неоткъсване на Македония от новосъздадената българска държава. Поддържа връзки с учителя Георги Зимбилев и хаджи Димко Хаджииванов от Горно Броди.